# Florac
Cet article possède un paronyme, voir Floirac.
Florac est une ancienne commune française, située dans le département de la Lozère en région Occitanie, devenue, le 1er janvier 2016, une commune déléguée de la commune nouvelle de Florac-Trois-Rivières en fusionnant avec La Salle-Prunet. Elle est également le siège du parc national des Cévennes.
Ses habitants sont appelés les Floracois. Depuis 2014, la commune fait partie du réseau national Village étape.

## Géographie

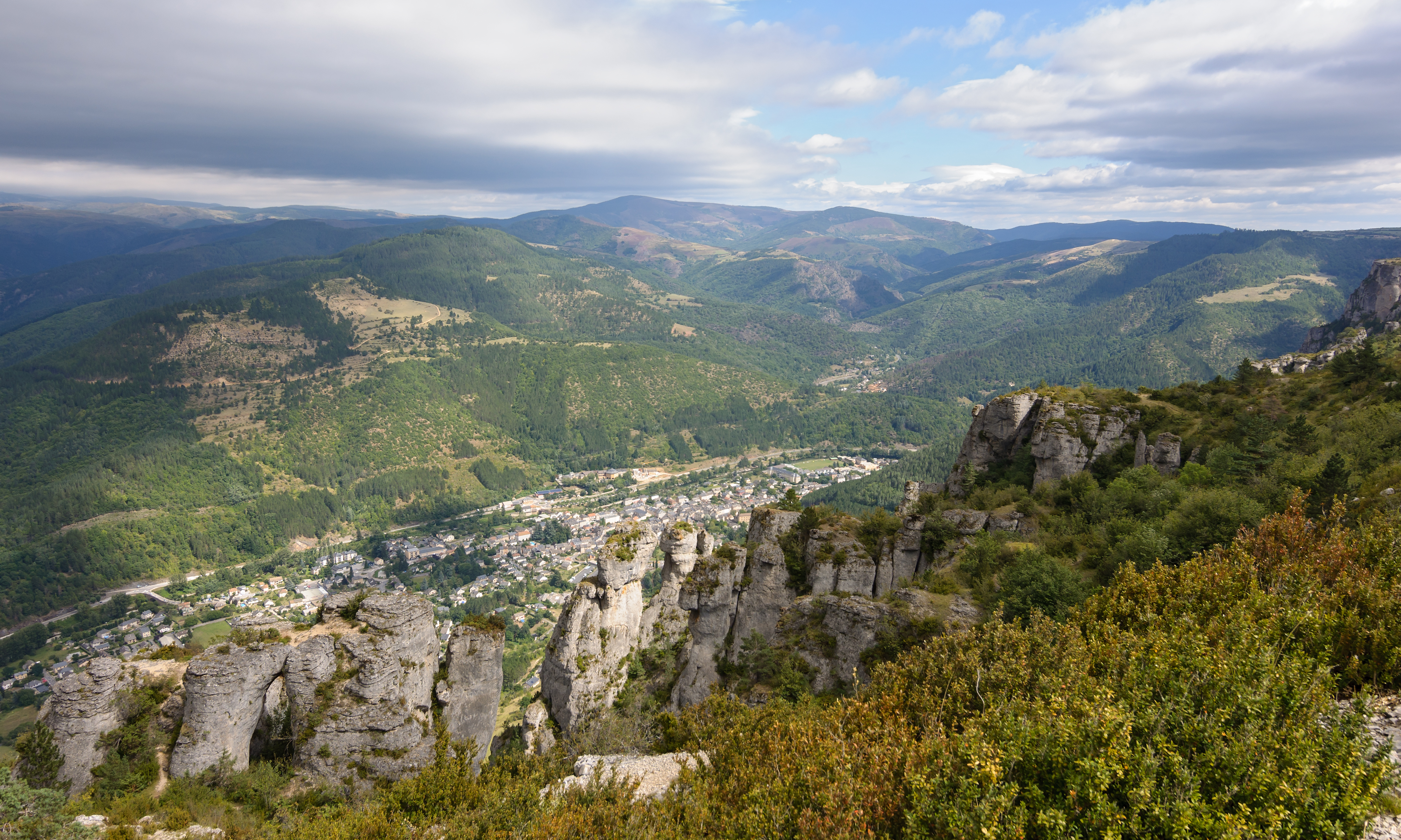
Panorama sur la ville de Florac depuis le causse Méjean. On aperçoit le Bougès en arrière plan.

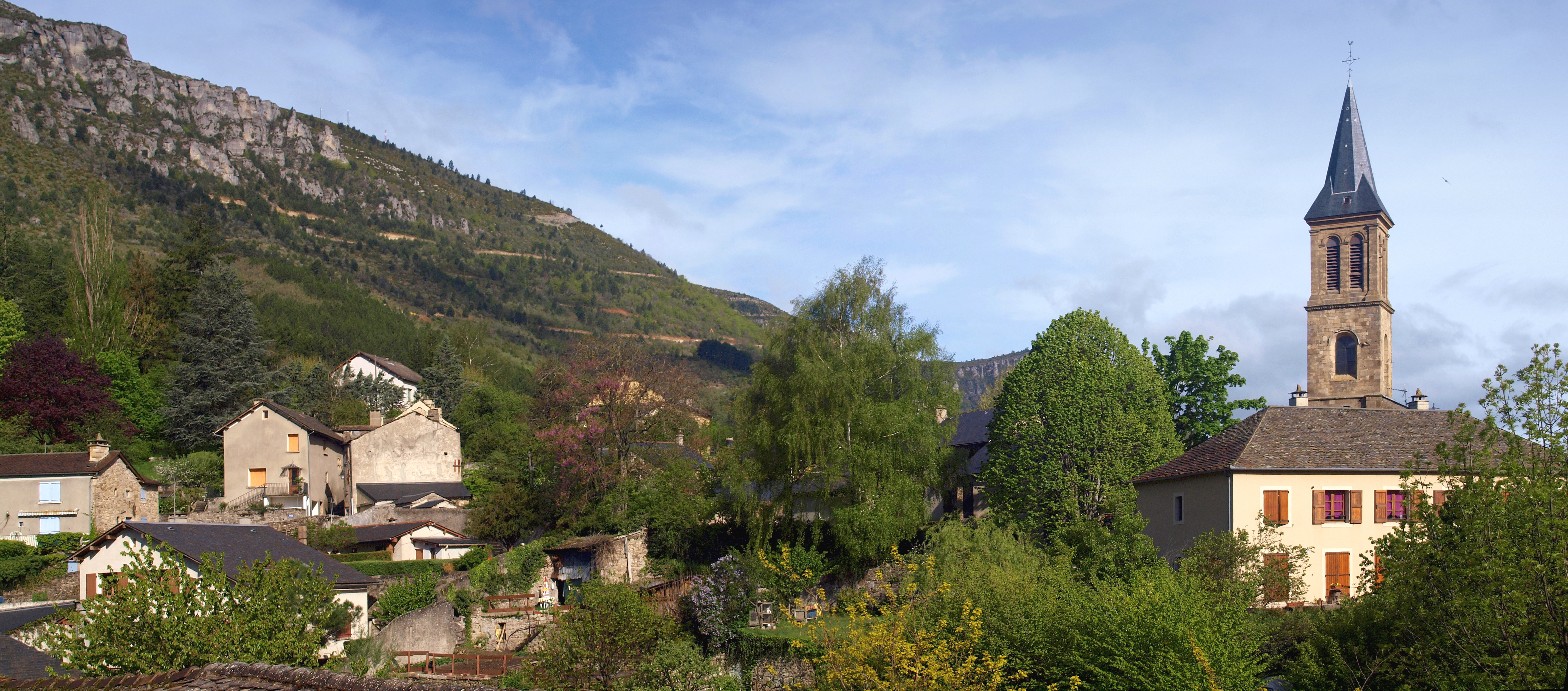
Vue sur l'église Saint-Martin et les contreforts du causse Méjean.

### Situation
Florac se situe sur le Tarnon au cœur du parc national des Cévennes (la ville et la vallée du Tarnon en sont exclues mais sont dans la zone d'adhésion), à l'entrée des gorges du Tarn, au pied du causse Méjean et des Cévennes.
Elle se trouve au carrefour de trois sites géologiques remarquables : le schiste des Cévennes, le granit du mont Lozère et le calcaire des causses.
Elle se situe également au confluent de trois cours d'eau : la source du Pêcher peuplée de grosses truites, le Tarnon, la Mimente et le Tarn. Voilà pourquoi Florac se dit être au carrefour de la pierre et de l'eau.
La rive droite du Tarnon est couverte par la forêt domaniale de Remponenche au nord et la forêt de Bougès au sud-est.

### Habitat
Depuis la suppression de l'arrondissement de Marvejols en 1926, elle est l'unique sous-préfecture de la Lozère et la troisième plus petite sous-préfecture de France après Castellane dans les Alpes-de-Haute-Provence et Largentière en Ardèche. La petite cité de 2 000 habitants voit cependant sa population tripler en période estivale.
Le bâti s'est développé :
- sur la rive gauche du Tarnon jusqu'à sa confluence avec le Tarn, au pied du causse Méjean dont les contreforts au sud-ouest de la ville sont remarquables, longé par la RN 106 ;
- sur la rive droite du Tarn aux abords de sa confluence avec le Tarnon.

La commune de Florac a plusieurs hameaux : Saint-Julien-du-Gourg au nord, Montelis au nord-ouest desservi par l'impasse du Ferradou, Valbelle à l'ouest sur le plateau et traversé par la D 16, Belrepaire et Croupillac au sud.

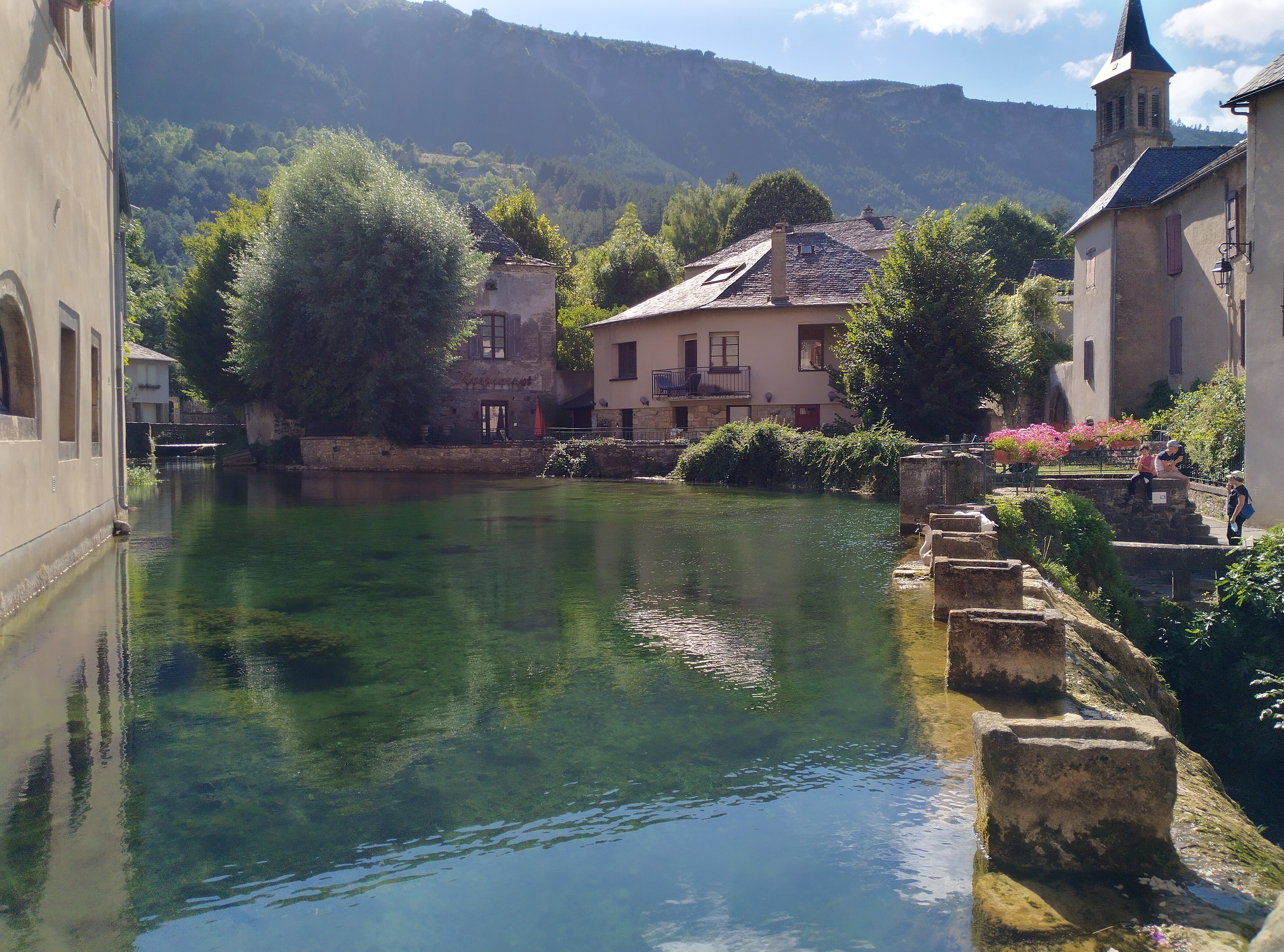
Cascade dans le centre de Florac

### Accès
Florac est traversée par la RN 106 qui la relie à la RN 88 et à Mende la préfecture au nord, et à Alès, Nîmes (Gard) au sud-est.
Située au creux de la vallée du Tarnon qui se prolonge par celle du Tarn à la sortie nord par la RN 106, la ville est le carrefour des routes départementales :
- D 998 qui la relie à Bédouès au nord-est ;
- D 16 qui la relie aux remarquables gorges du Tarn à l'ouest et qui traverse tout le plateau du causse Méjean ;
- D 907 qui la relie à Vebron au sud.

Florac est desservie par une ligne régulière d'autocars Ispagnac/Florac/Alès à raison d'un aller-retour par jour du lundi au samedi du 15 avril au 30 septembre, de deux le vendredi dans le sens Florac - Alès et d'un le dimanche dans le sens Alès - Florac. Du 1er octobre 2009 au 14 avril 2010, un service de transport entre Florac et Alès a été mis en place pour maintenir la liaison entre les deux villes en dehors de la période estivale.
En période scolaire existent aussi les liaisons :
- Florac - Mende avec deux allers-retours hebdomadaires depuis Mende ;
- Florac - Saint-Étienne-Vallée-Française avec un aller-retour hebdomadaire depuis Saint-Étienne-Vallée-Française.

La ville n'est plus desservie par voie ferrée depuis 1968. La gare était le terminus de la ligne de Florac à Sainte-Cécile-d'Andorge.

### Communes limitrophes
|                        | Bédouès-Cocurès  |                                         |
| Gorges du Tarn Causses | Florac           | La Salle-Prunet (Florac Trois Rivières) |
| Vebron                 | Cans et Cévennes |                                         |

## Toponymie
Florac est une formation toponymique gallo-romane du type *FLORACU (notée généralement Floracus ou Floracum, avec une désinence latine, dans les documents anciens). Le premier élément s'explique par le nom de personne latin Florus (porté sans doute par un autochtone) et le second, par le suffixe d'origine gauloise -acum, indiquant la localisation ou la propriété. Une autre explication repose, certes, sur le même suffixe, mais voit dans le premier élément le substantif latin flos, floris « fleur », réduit à Flor- dans ce cas, d'où le sens global de « lieu caractérisé par la présence de fleurs » qui peut faire allusion à une terre défrichée. L'élément Flor- est resté de type occitan, alors qu'il a évolué comme en français, en Fleur-, dans le nord du domaine d'oc, d'où les Fleurac.
En revanche, les toponymes occitans Floirac et Fleurac (Charente, de Floyraco ; Dordogne, Floyracum au XIIIe siècle), ainsi que les formes d'oïl (cf. les nombreux Fleury, Fleuré, Fleurey) remontent plutôt à *FLORIACU (notée généralement Floriacum dans les documents anciens), du nom Florius, variante de Florus ou à floris « fleurs ».

## Histoire

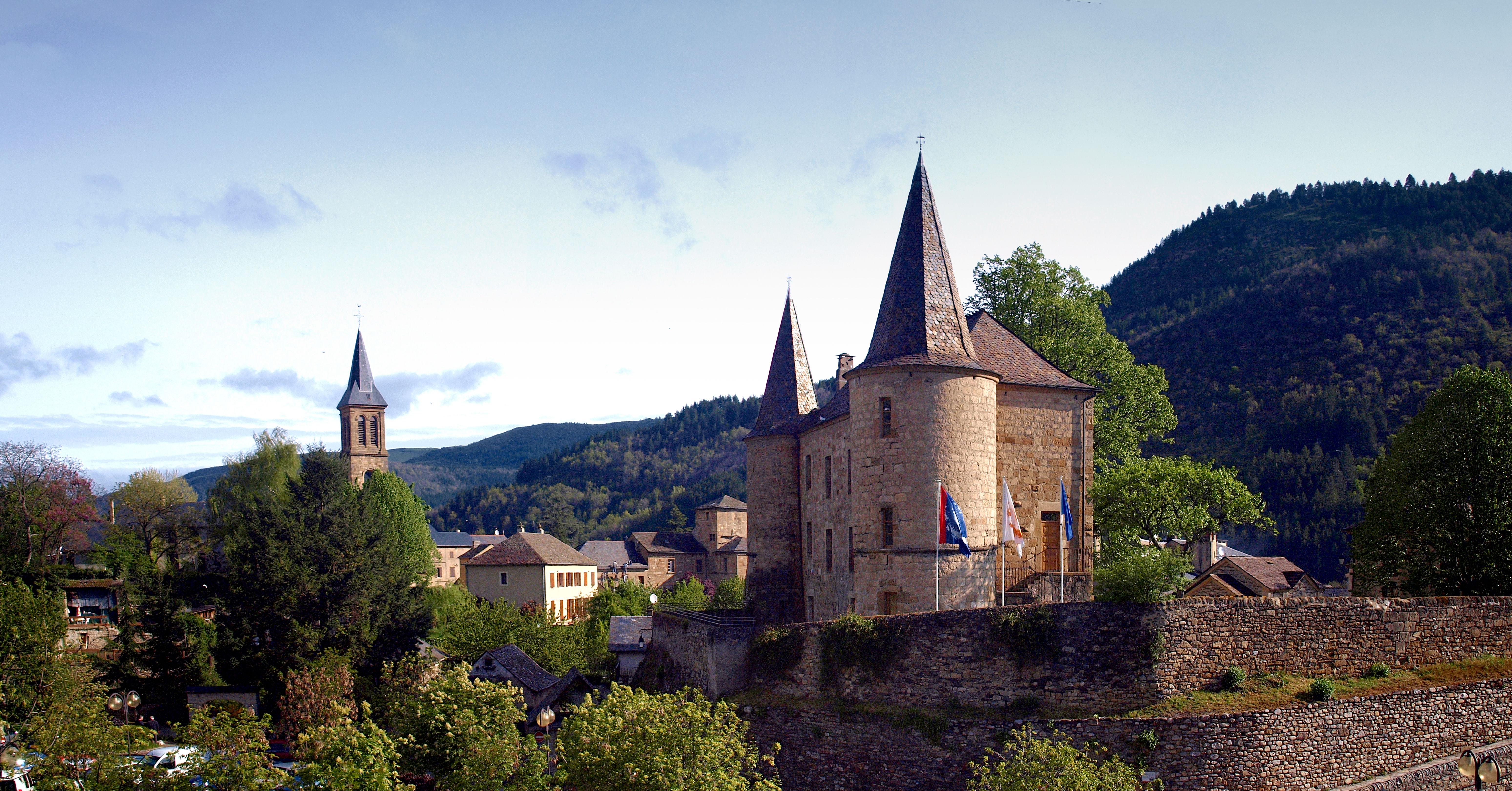
Vue du château et de l'église Saint-Martin.

### Création de la cité
En 1130, les moines de la Chaise-Dieu près de Brioude créent le prieuré, l'un des plus vieux quartiers de Florac. La cité se développe d'abord autour de l'axe de la draille qui traverse le Vibron au pont de la Draille, au pied du quartier du Fourniol. C'est autour du quartier du Fourniol sur la petite hauteur qui domine le Vibron et au pied de l'église, que s'installe le village médiéval.
Au début du XIIIe siècle existait un château féodal construit sur un mamelon de tuf qui fut détruit pendant les guerres de religion. La cité n'était alors protégée que par des fossés remplis d'eau. Les premiers remparts datent de la fin du XIVe siècle.

### La Réforme protestante
En 1560, la première communauté de l'Église protestante est fondée mais Florac n'en sera pas moins tourmenté par les guerres de religion.
Ces guerres débutent et dureront pratiquement pendant deux siècles, entrecoupées de quelques périodes de paix, lors notamment de la signature de l'édit de Nantes en 1598 par le roi Henri IV. Au lendemain du massacre de la Saint-Barthélemy, la ville est prise et mise en état de défense par les protestants.
En 1622, la restauration des remparts de Florac est entreprise. Le marquis de Portes assiègera quelques années plus tard Florac sans succès. Les remparts seront ensuite renforcés.
En 1652, le château de Florac est reconstruit à l'emplacement de l'ancienne forteresse détruite.

### La guerre des Camisards
L'épisode le plus marquant de cette période trouble reste néanmoins la guerre des Camisards de 1702 à 1705, où la ville de Florac devra loger les dragons du roi Louis XIV venus réprimer la rébellion cévenole. La liberté de conscience des protestants ne sera acquise qu'en 1787 avec l'édit de Versailles prévoyant qu'il n'est plus nécessaire d'être catholique pour être déclaré Français.

### Depuis la Révolution française
Le château servira de grenier à sel lors de la Révolution. En 1810, il est vendu à l'État qui le transforme pour l'utiliser comme prison.
Au XIXe siècle, la cité est un centre administratif qui vit de l'élevage, de la fabrique des tissus en laine (les cadis), du commerce de la soie, des bestiaux et des fruits.
Pendant les vacances d'hiver 1943 et 1944, avec l'aide bienveillante du préfet de Lozère, Florac a accueilli un camp de scouts juifs, avec leur rabbin.
En 1976-1977, les élus participent à la révolte qui domine le mouvement de contestation du barrage de Naussac, et son  importante mobilisation des élus locaux,. La commune est alors une des premières, avec Orgosolo en Sardaigne ou Cervières (Hautes-Alpes), à participer à la révolte non-violente des agriculteurs pour leurs terres, des années 1970, sur le mode de la désobéissance civile.

### Héraldique
|  | Il est issu de l'ancien blasonnement de la baronnie d'Anduze, puis de la baronnie de Florac : De gueules aux trois étoiles d'or. |

## Économie

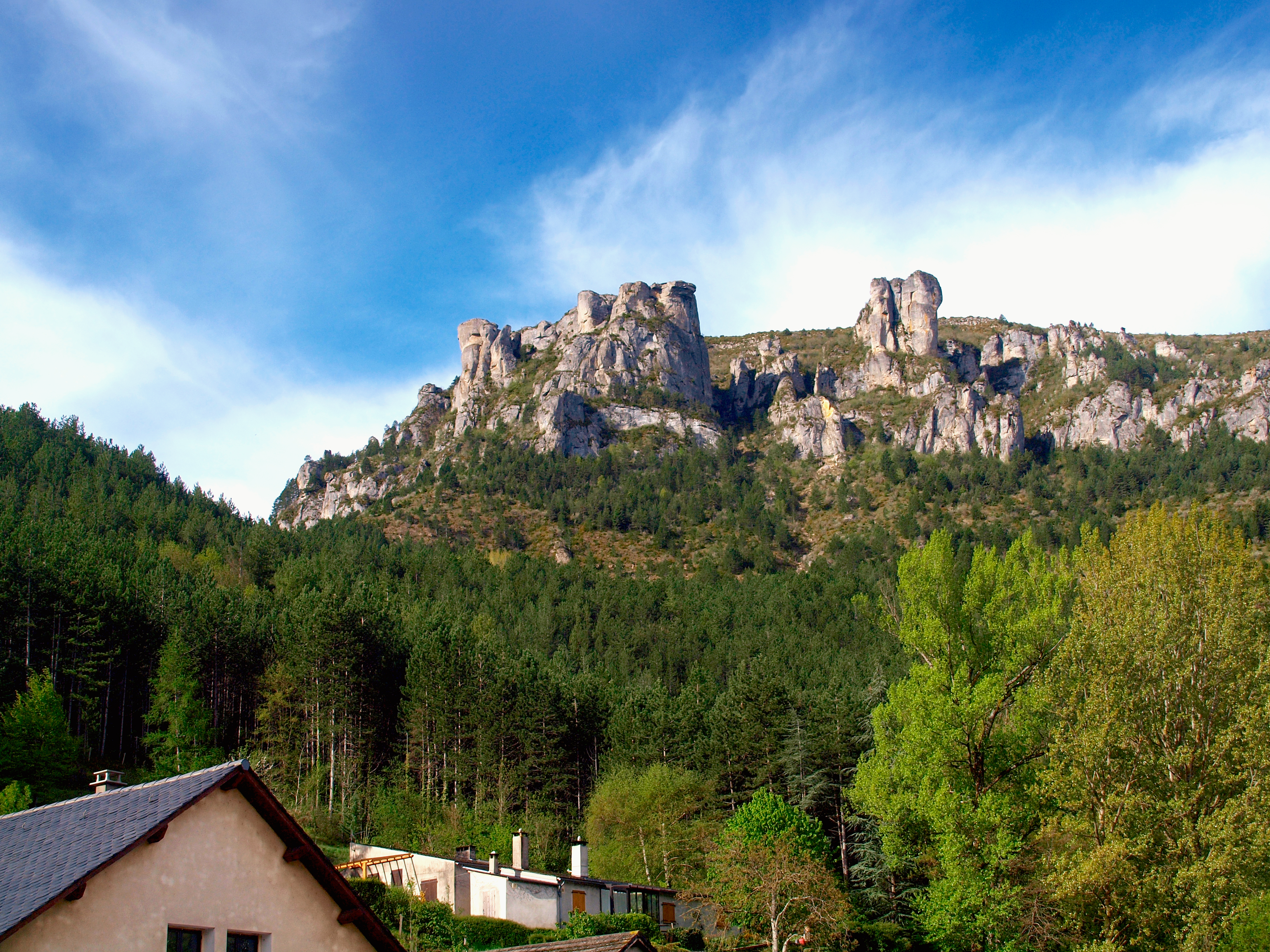
Causse Méjean.

La population de Florac à la fin du XVIIe siècle comptait :
- 15 % d’artisans du textile (fileuses, cardeurs, tireurs de laine…) ;
- 10 % d’ouvriers du cuir ;
- 15 % de muletiers, voituriers, hôtes et cabaretiers vivant du passage de ces transports ;
- 5 % d’ouvriers du bois ;
- 35 % de travailleurs et journaliers ;
- 20 % de domestiques.

Des temps anciens à notre siècle, la région reste très agricole, mais Florac développe également le commerce et la sériciculture (cocons et vers à soie). Après la prospérité économique du XIXe siècle, l'exode rural s'étalant sur tout le XXe siècle a gravement affecté Florac et en 1947 la commune ne comptait plus que 1 452 habitants avant que la ville retrouve une nouvelle activité avec notamment l'essor du tourisme vert dans les années 1970, qui va stabiliser la population autour de 2 000 habitants. Florac comptait 1 000 habitants en 1679, 1 700 habitants en 1734, 2 263 habitants en 1852.

## Politique et administration

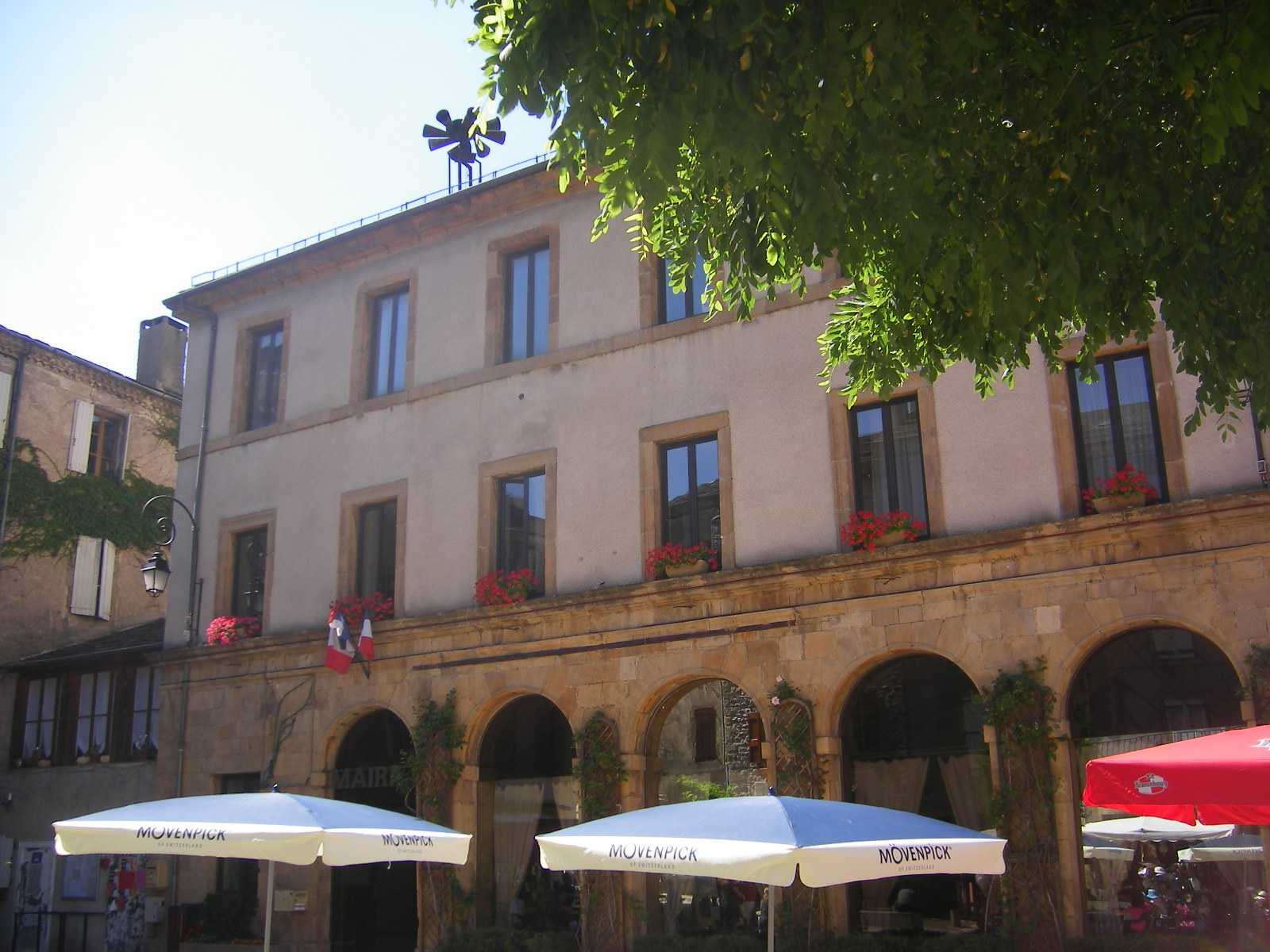
La mairie.

### Tendances politiques et résultats
Les résultats du 2d tour de la présidentielle à Florac sont les suivants : Emmanuel Macron (En Marche!) est en tête des suffrages avec 77,85 % des voix. A la deuxième place Marine Le Pen (FN) obtient un score de 22,15 %.
Parmi les électeurs, 9,07 % ont glissé un bulletin blanc dans l'urne.
Le taux de participation est de 76,56 % pour Florac. Ce résultat est moins important que celui du 1er tour, qui était de 82,68%.

### Liste des maires
| Période     | Période    | Identité                 | Étiquette | Qualité |
| ----------- | ---------- | ------------------------ | --------- | ------- |
| 1857 / 1860 | 1876       | Louis-François Veigalier |           |         |
| 1881        | ?          | Prosper Isidore Couderc  |           |         |
| 1935        | ?          | Paul Maury               |           | Médecin |
| mars 1977   | mars 1989  | Fortuné Chabrol          | PS        |         |
| mars 1989   | mars 2001  | Jacques Gasperin         | PS        |         |
| mars 2001   | mars 2014  | Daniel Velay             | PCF       |         |
| mars 2014   | 31/12/2015 | Christian Huguet         | DVG       |         |

### Jumelages
- L'Anse-Saint-Jean (Canada) depuis 1984.
- Arbúcies (Espagne) depuis 1987.

## Population et société

### Démographie
L'évolution du nombre d'habitants est connue à travers les recensements de la population effectués dans la commune depuis 1793. À partir du 1er janvier 2009, les populations légales des communes sont publiées annuellement dans le cadre d'un recensement qui repose désormais sur une collecte d'information annuelle, concernant successivement tous les territoires communaux au cours d'une période de cinq ans. 
Pour les communes de moins de 10 000 habitants, une enquête de recensement portant sur toute la population est réalisée tous les cinq ans, les populations légales des années intermédiaires étant quant à elles estimées par interpolation ou extrapolation. Pour la commune, le premier recensement exhaustif entrant dans le cadre du nouveau dispositif a été réalisé en 2006,.
En 2013, la commune comptait 1 950 habitants, en évolution de +2,63 % par rapport à 2008 (Lozère : −1,04 %, France hors Mayotte : +2,49 %).
| 1793  | 1800  | 1806  | 1821  | 1831  | 1836  | 1841  | 1846  | 1851  |
| ----- | ----- | ----- | ----- | ----- | ----- | ----- | ----- | ----- |
| 1 717 | 1 915 | 1 995 | 2 082 | 2 194 | 2 246 | 2 513 | 2 261 | 2 600 |

| 1856  | 1861  | 1866  | 1872  | 1876  | 1881  | 1886  | 1891  | 1896  |
| ----- | ----- | ----- | ----- | ----- | ----- | ----- | ----- | ----- |
| 2 310 | 2 155 | 2 185 | 2 082 | 2 172 | 2 208 | 2 157 | 1 978 | 1 947 |

| 1901  | 1906  | 1911  | 1921  | 1926  | 1931  | 1936  | 1946  | 1954  |
| ----- | ----- | ----- | ----- | ----- | ----- | ----- | ----- | ----- |
| 1 953 | 1 840 | 1 886 | 1 648 | 1 581 | 1 600 | 1 619 | 1 472 | 1 452 |

| 1962  | 1968  | 1975  | 1982  | 1990  | 1999  | 2006  | 2011  | 2013  |
| ----- | ----- | ----- | ----- | ----- | ----- | ----- | ----- | ----- |
| 1 532 | 1 675 | 1 958 | 2 035 | 2 065 | 1 996 | 1 908 | 1 963 | 1 950 |

### Manifestations et festivités

#### Manifestations
- Les 160 km de Florac, épreuve d'endurance équestre qui a lieu chaque année.
- Le Festival de la soupe se déroule pendant les vacances de Toussaint. Il est né, en 2000, de la volonté de l'office du tourisme d'allonger un peu la saison touristique indispensable à l'économie locale. D'abord durant quatre jours, le festival en 2010 a été concentré sur une journée. Il permet la dégustation de plus d'une centaine de soupes différentes provenant de toutes les régions de France et de tous les pays. Cette manifestation est organisée par l'association « Les Gens de la Soupe ».
- Le 15 août ont lieu les « Festas de Florac »[18], organisées par le Comité des fêtes de Florac.
- Le festival Vues du Québec qui, à chaque édition, met à l’honneur une région du Québec en lui proposant une carte blanche cinématographique et culturelle[19],[20].

#### Activités

##### Les sentiers

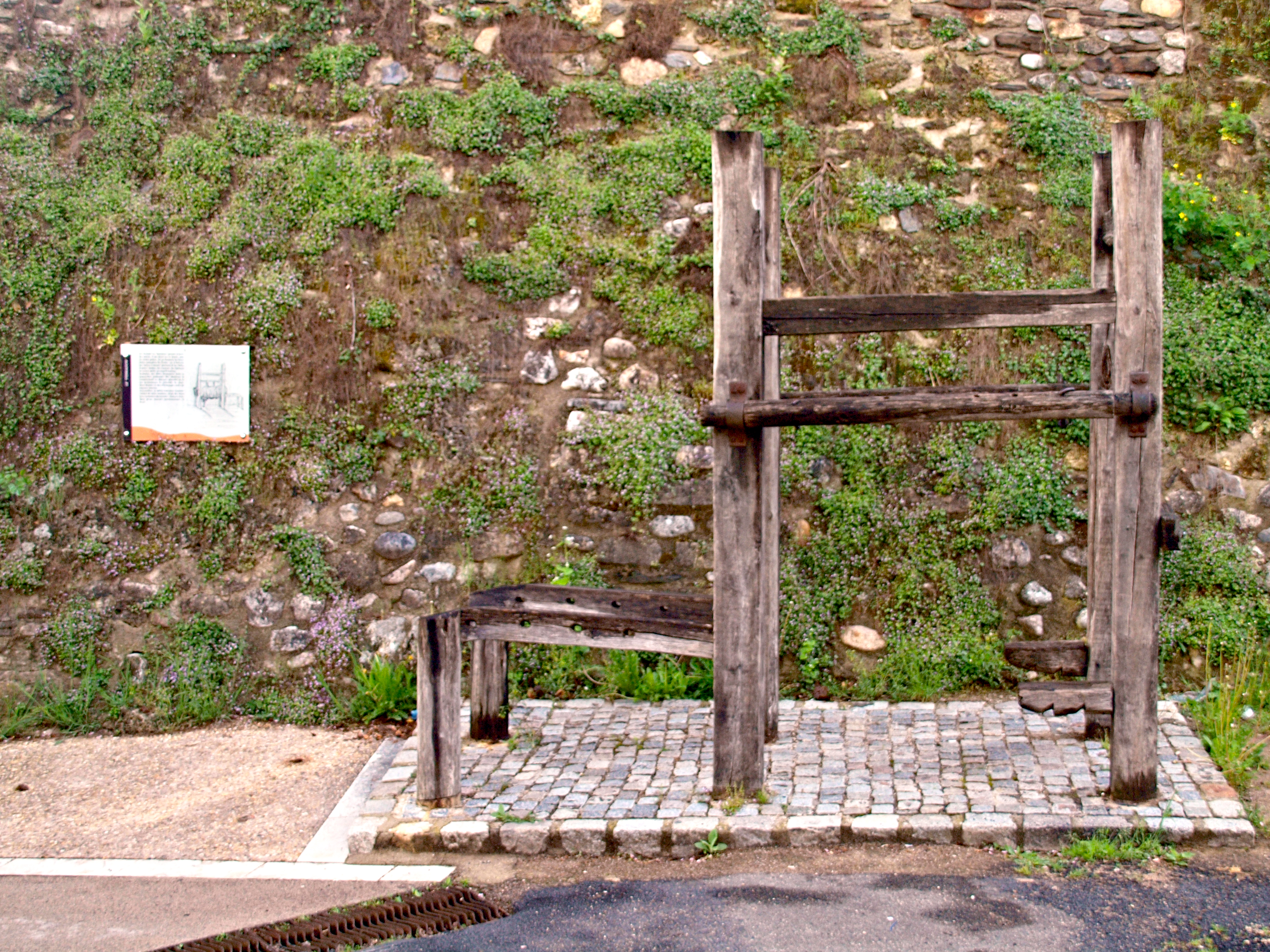
Le ferradou.

De nombreux sentiers de découverte courent dans Florac et alentour. Deux sentiers de grande randonnée y passent : le GR 68 et le GR 70, dit « chemin de Stevenson ». Il est possible de randonner en Cévennes avec un âne à l'instar de Stevenson, ou à cheval, ou en VTT.
- Sentier « Une source dans la ville », parcours passant par les principaux centres d'intérêt de la cité ancienne : l'esplanade, le Planet, la Grand-Rue, l'église Saint-Martin, l'ancien couvent, le Vibron, le Ferradou, la pisciculture et la source du Pesquié.
- Sentier du Pradal, sentier éducatif du Parc national dans le temps.

##### Vol à voile

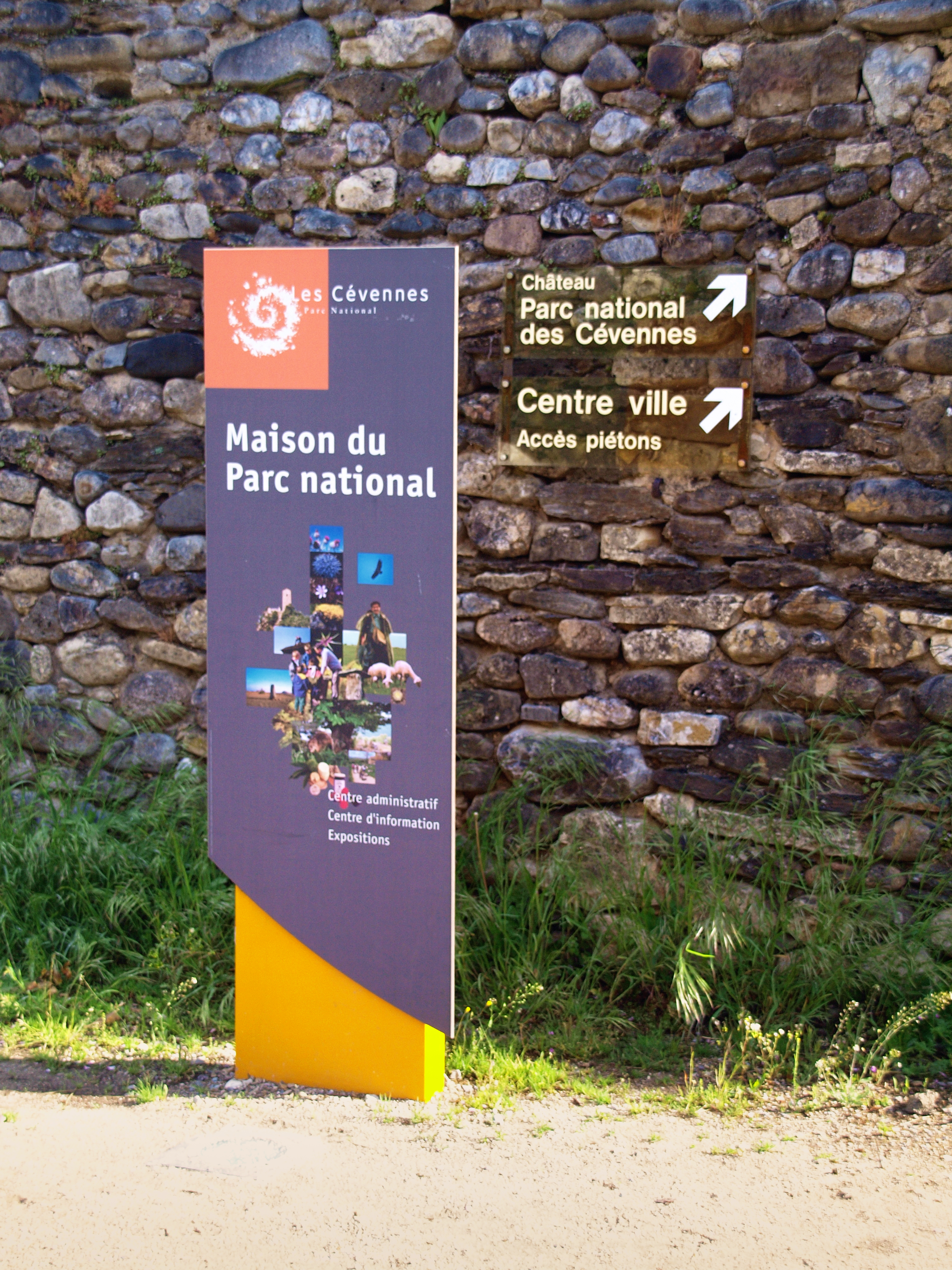
Maison du Parc.

L'aérodrome de Florac-Chanet (code ICAO : LFNO) ou de Florac-Sainte-Enimie de son nom officiel, sur la plaine de Chanet, à proximité de Meyrueis, se trouve sur la partie centrale du causse Méjean, à une altitude d'environ 930 m et à 35 km de Florac. C'est une plateforme à usage restreint, qui accueille peu de trafic de l’extérieur. Le club de vol à voile de Chanet y a élu domicile.

## Lieux et monuments

### Bâtiments et lieux publics

#### La Maison de la Congrégation de la Présentation de Bourg-Saint-Andéol

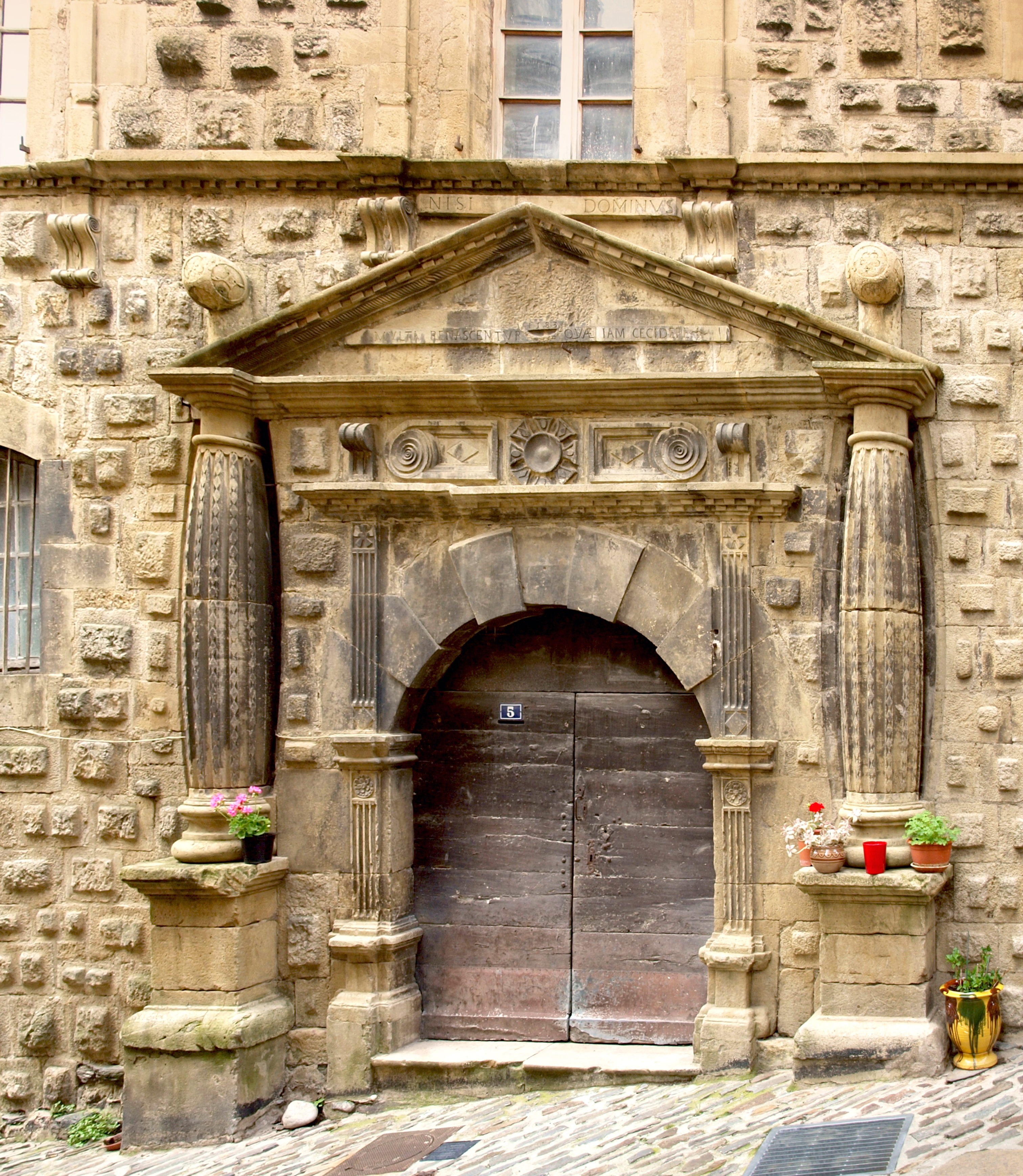
Porte des Templiers.

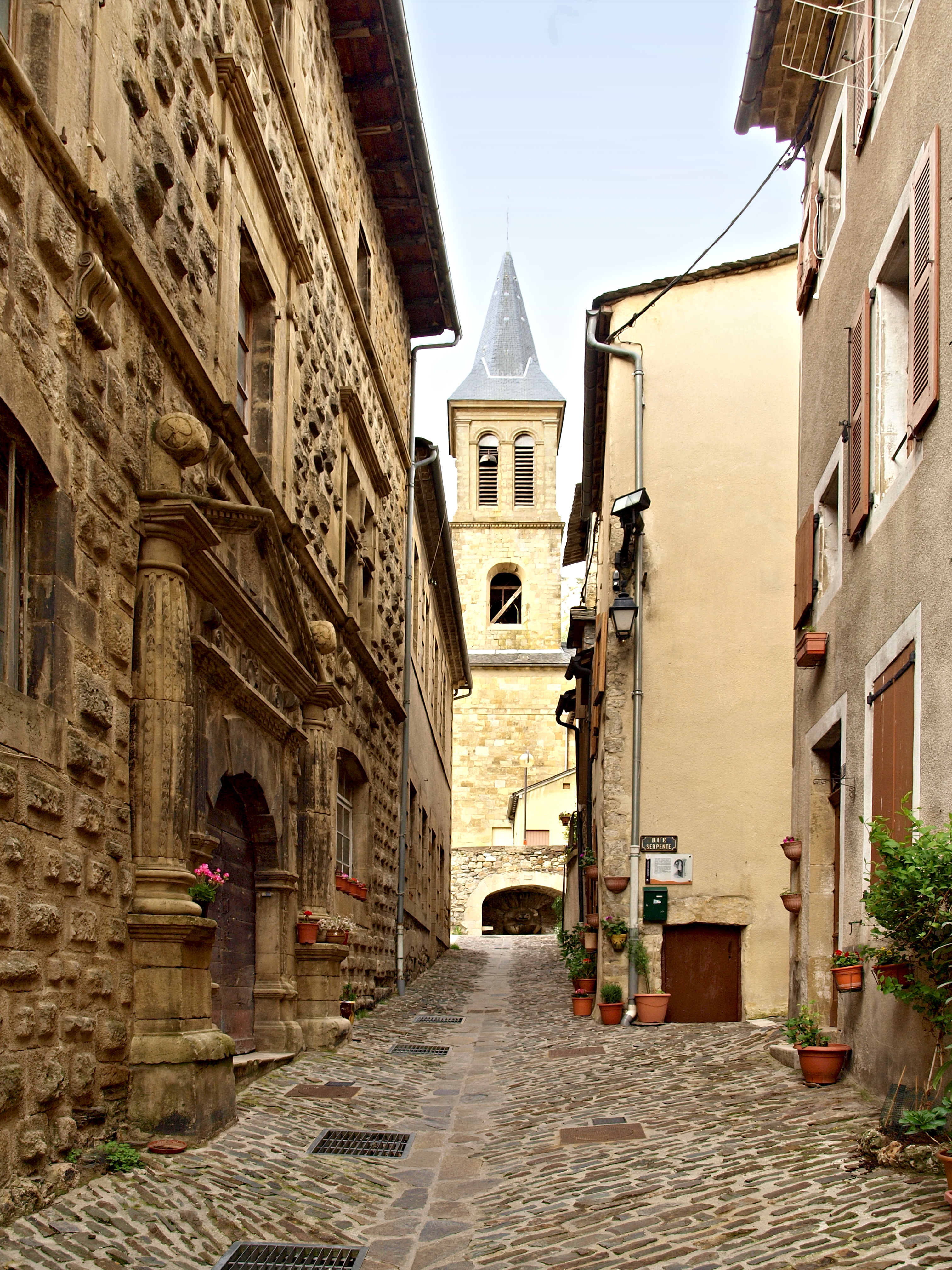
Rue de l'Église.

L'hôtel dit Maison de la Congrégation de la Présentation de Bourg-Saint-Andéol, daté de 1583, a été construit dans la deuxième moitié du XVIe siècle et au XVIIe.
C'est un ancien couvent capucin qui a été classé monument historique par arrêté du 21 janvier 1999, pour son escalier intérieur et son décor extérieur (façade de style Renaissance).
Propriété d'une association, il est aujourd'hui utilisé comme école privée.

#### Le château de Florac

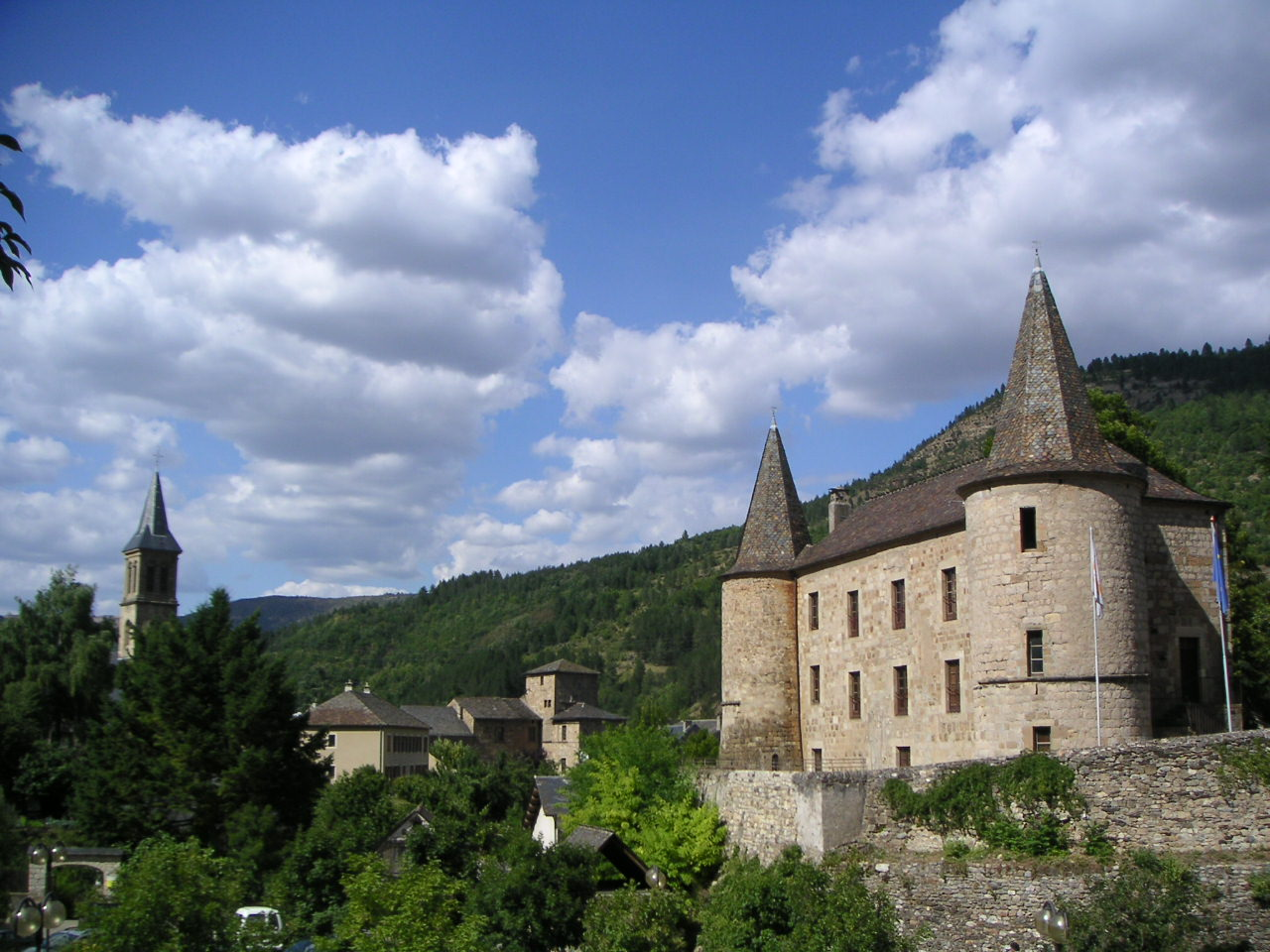
Le château et le clocher de l'église.

Il est le siège du parc national des Cévennes dont Florac est la capitale depuis 1976. Y sont installés le Centre administratif, le Centre d'information et les Expositions.

### Bâtiments religieux

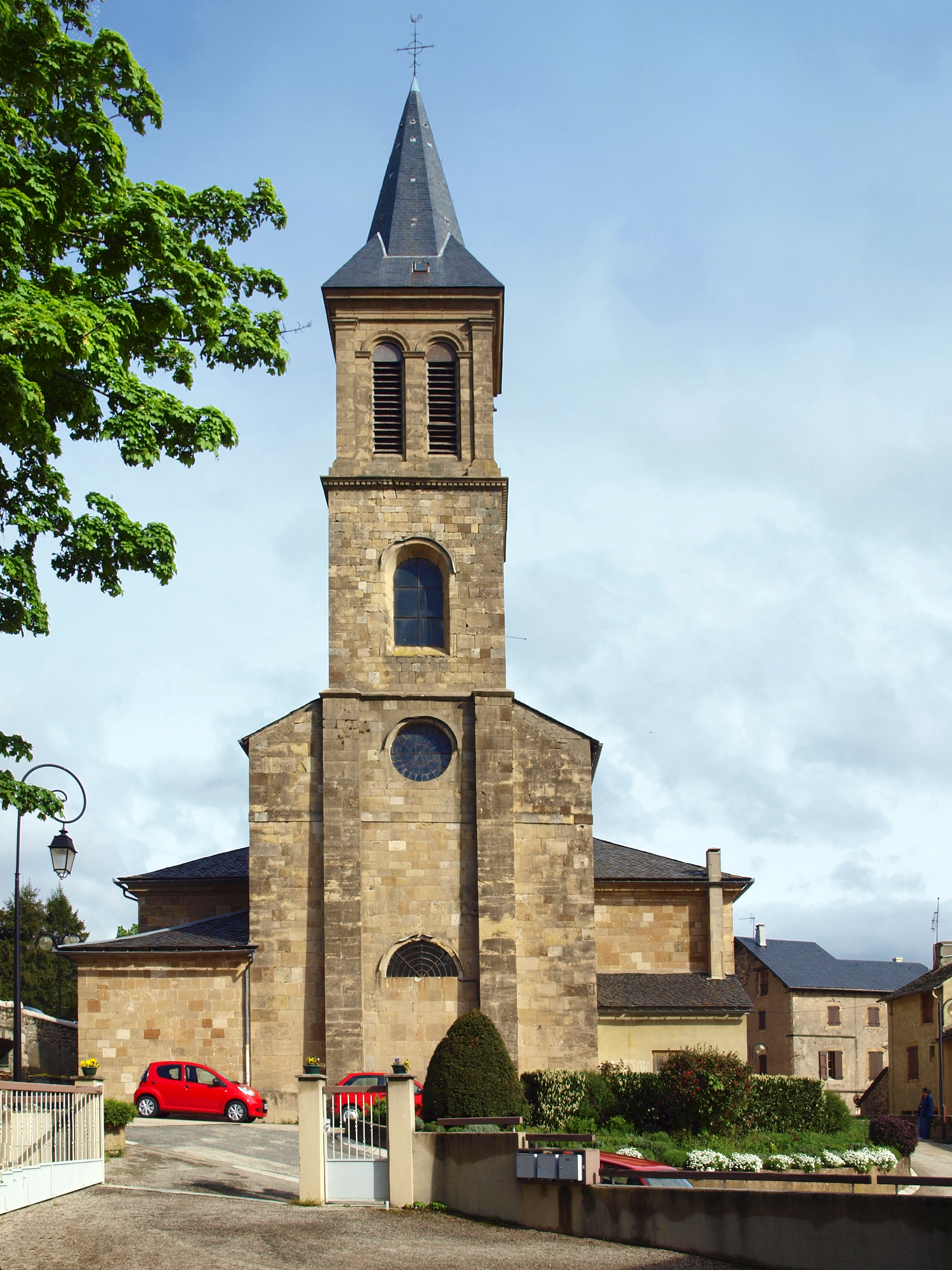
Église Saint-Martin, la tour-clocher.

- L'église Saint Martin : l'église primitive, celle du prieuré de la Chaise-Dieu, était à l'emplacement de l'église actuelle, entourée d'un cimetière. Entre le XIIIe et le XVe siècle, l'histoire de Florac sera marquée par les rivalités qui opposaient le pouvoir du prieuré à celui du seigneur. Elle fut détruite en 1501 et un temple fut construit sur ses ruines, ce qui explique la présence de colonnes à l'entrée de l'église actuelle. Cette dernière, d'architecture néoclassique, date de 1833, comme le temple actuel, et comporte trois nefs, une abside, une absidiole et sa voûte en berceau est soutenue par des arcades en plein cintre. L'ensemble du quartier ancien est construit en fonction de la hiérarchie médiévale : toutes les ruelles convergent en effet vers l'église qui domine ainsi le quartier.

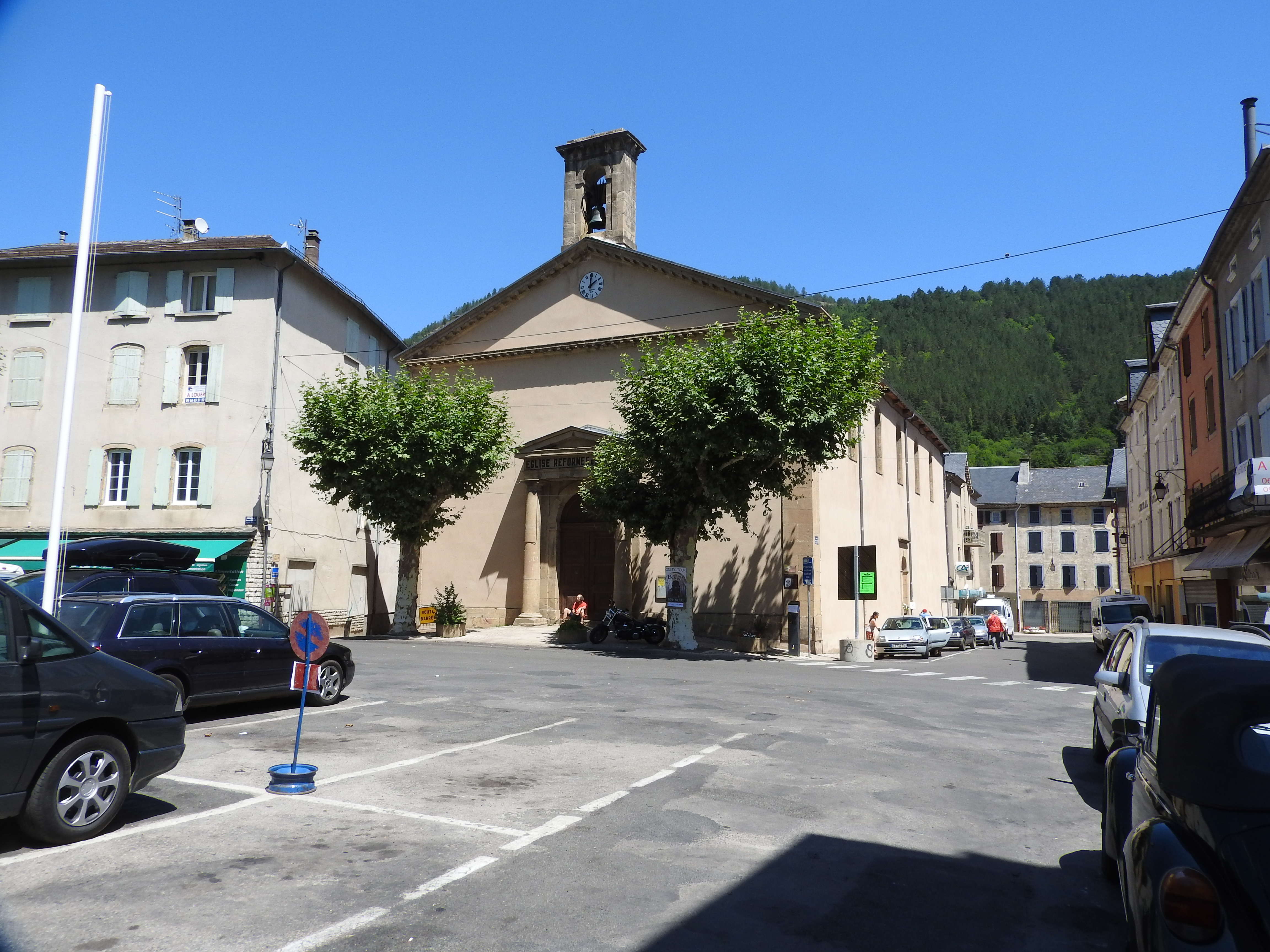
Temple protestant.

- Le temple protestant.

### La source du Pêcher
En occitan pesquié (= vivier), est une résurgence qui sort d’un gros éboulis par plusieurs venues d’eau, les « griffons », dont aucune n’a pu être pénétrée jusqu’à présent. La source jaillit au contact des couches imperméables du sol (marnes, schiste…) à la base des calcaires. En effet, la roche calcaire possède de nombreuses cavités, petites ou grandes, qui s’imprègnent d’eau jusqu’à en stocker des quantités considérables. Obstinée, cette source traverse l'épaisseur du causse (500 m) et même une couche de marnes imperméables ! C’est le jeu des failles (fractures de l’écorce terrestre avec déplacement des deux blocs mobilisés) qui, mettant en communication deux zones perméables, rend possible l’alimentation de la source du Pêcher.
Beaucoup d’eau, en quantité irrégulière : débit d’étiage basses eaux entre 80 litres par seconde et 200 litres par seconde, débit moyen entre 1 250 litres par seconde et 7 000 litres par seconde pour une température moyenne constante de 10-10,2 °C.
La plus grande partie des eaux drainées par la surface du causse Méjean s'écoule vers l'ouest (du côté du Tarn : Montbrun, Sainte-Enimie, Saint-Chély, La Malène, Les Vignes…). Seule une petite partie du causse est drainée vers le Tarnon.

## Personnalités liées à la commune
Natifs de Florac :
- Louis Broussous (1769-?), homme politique, député de la Lozère en 1815.
- Pierre-Louis Cade (1787-?), homme politique, député de la Lozère.
- Jean Joseph Marie Édouard Comandré, (1791-1863), homme politique, député de la Lozère de 1848 à 1849.
- Léon Boyer (1851-1886), ingénieur des ponts et chaussées, architecte du viaduc de Garabit et directeur général des travaux du canal de Panama où il est décédé. Une place de la commune lui est notamment dédiée, avec la présence d'un buste à son effigie.
- Paul Arnal (1871-1950), spéléologue, fondateur du Club cévenol.
- Jacques Bourdon (1946-2015), professeur.

Inhumés à Florac : 
- François Delmas (1913-2002), ancien maire de Montpellier (1959-1977), reposant au même endroit que Léon Boyer.
- François Germer-Durand (1843-1906), ancien architecte départemental de la Lozère.

De passage :
- Robert Louis Stevenson, l'écrivain écossais, fit étape à Florac le 30 septembre 1878 lors de son périple à travers les Cévennes qu'il relate dans son Voyage avec un âne dans les Cévennes (1879)[22].

Liés à Florac :
- Jean-Baptiste Say, économiste classique issu d'une famille huguenote originaire de Florac, commune qu'elle a fuie à la suite de la révocation de l'édit de Nantes pour Genève, puis Lyon.
- Raymond Depardon a suivi des habitants de Florac dans son documentaire L'Approche.